# Bankår
Ett bankår är en metod för att mäta perioder som används i finansiella affärer och datormodeller som är baserade på en förenkling till ett år med 360 dagar, som består av 12 månader med 30 dagar vardera.  För att hämta en sådan kalender från den normala gregorianska kalendern hoppar man över vissa dagar. Bankåret kan ligga till grund för beräkning av ränta under ett kalenderår.

## Två beräkningsmetoder
Det finns två allmänt tillgängliga metoder som skiljer på det sätt som de hanterar de fall där de månader inte är 30 dagar långa.
Längden på en månad som inte har 30 dagar beräknas som ett helt antal dagar mellan två datum A och B (där, enligt praxis, A är tidigare än B):
- Europeiska metoden
  - Om någon dag A eller B infaller den 31:a i månaden, kommer detta datum ändras till den 30:e
  - När dagen B infaller på den sista dagen i februari kommer det faktiska datumet B användas.
- Amerikanska metoden
  - Om både datum A och B infaller den sista dagen i februari, kommer datumet B att ändras till den 30:e.
  - Om ett datum infaller den 31:a i en månad eller sista dagen i februari, kommer den att ändras till den 30:e.
  - Om ett datum infaller den 30:e en månad efter applicering (2) och datum B infaller på den 31:a i månaden, då kommer datumet B att ändras till den 30:e.

I båda fallen är beräknas skillnaden mellan de justerade datumen sedan genom att behandla alla intervenerade månader såsom varande 30 dagar lång.